# Bogislav Friedrich Emanuel von Tauentzien
Bogislav Friedrich Emanuel von Tauentzien (Potsdam, 15 settembre 1760 – Berlino, 20 febbraio 1824) è stato un militare tedesco, generale prussiano durante le guerre napoleoniche.

## Biografia
Figlio di Friedrich Bogislav von Tauentzien si arruolò nell'esercito prussiano all'età di 16 anni.